# Le sorprese del divorzio (film 1932)
Le sorprese del divorzio (The First Mrs. Fraser) è un film del 1932 diretto da Thorold Dickinson e Sinclair Hill.

## Produzione
Il film fu prodotto dalla Sterling Films. Venne girato ai Wembley Studios. La scena musicale, ambientata in un cabaret, provocò non pochi problemi (si era ai primordi del cinema sonoro), poiché il film fu girato tutto in presa diretta.

## Distribuzione
Distribuito dalla Sterling Films, uscì nelle sale cinematografiche britanniche nell'aprile 1932.